# جون بي. ماركوند
جون بي. ماركوند (بالإنجليزية: John P. Marquand)‏ (10 نوفمبر 1893، ويلمنغتون في الولايات المتحدة - 16 يوليو 1960 في الولايات المتحدة)؛ كاتب، صحفي وروائي أمريكي. درس في جامعة هارفارد.

## روابط خارجية
- جون بي. ماركوند على موقع IMDb (الإنجليزية)
- جون بي. ماركوند على موقع الموسوعة البريطانية (الإنجليزية)
- جون بي. ماركوند على موقع مونزينجر (الألمانية)
- جون بي. ماركوند على موقع ألو سيني (الفرنسية)
- جون بي. ماركوند على موقع أول موفي (الإنجليزية)
- جون بي. ماركوند على موقع قاعدة بيانات برودواي على الإنترنت (الإنجليزية)
- جون بي. ماركوند على موقع قاعدة بيانات الأفلام السويدية (السويدية)
- جون بي. ماركوند على موقع إن إن دي بي (الإنجليزية)
- جون بي. ماركوند على موقع قاعدة بيانات الفيلم (الإنجليزية)
- جون بي. ماركوند على موقع كينوبويسك (الروسية)